# Arteria gastro-omental derecha

Suministro sanguíneo al estómago: arteria gástrica izquierda y derecha, arteria gastro-omental izquierda y derecha, y arterias gástricas cortas.

La arteria gastro-omental derecha es una arteria que se origina como una de las dos ramas terminales de la arteria gastroduodenal.

## Trayecto
Discurre de derecha a izquierda a lo largo de la curvatura mayor del estómago, entre las capas del omento mayor, anastomosándose con la arteria gastro-omental izquierda, procedente de la arteria esplénica.
Excepto en el píloro, donde está en contacto con el estómago, se encuentra a aproximadamente un dedo de distancia de la curvatura mayor.

## Ramas
Según el Diccionario enciclopédico ilustrado de medicina Dorland. 27.ª edición, presenta las siguientes ramas:
- Rama gástrica.[2] Las ramas gástricas ascienden para irrigar ambas superficies del estómago.
- Ramas epiploicas.[2] Descienden para irrigar el omento mayor y se anastomosan con ramas de la arteria cólica media.

### Ramas en la Terminología Anatómica
La Terminología Anatómica recoge las siguientes ramas:
A12.2.12.023 Ramas gástricas de la arteria gastro-omental derecha (rami gastrici arteriae gastroomentalis dextrae).
A12.2.12.024 Ramas omentales de la arteria gastro-omental derecha (rami omentales arteriae gastroomentalis dextrae).

## Distribución
Sigue el borde inferior del píloro y posteriormente el de la curvatura mayor del estómago en su parte derecha. También se distribuye hacia el omento mayor.

## Uso en la cirugía arterial coronaria
La arteria gastro-omental derecha se usó por primera vez como injerto de derivación arterial coronaria (coronary artery bypass graft, CABG, en inglés) en 1984. Se ha convertido en un conducto alternativo aceptado, particularmente útil en pacientes que no tienen venas safenas adecuadas para utilizarlas como injertos. La arteria gastro-omental derecha se usa típicamente como injerto de las arterias coronarias de la pared posterior del corazón, como, por ejemplo, la arteria coronaria derecha.